# Harry Ryan
Harry Ryan (n. 21 noiembrie 1893, Metropolitan Borough of St Pancras⁠(d), Anglia, Regatul Unit al Marii Britanii și Irlandei – d. 14 aprilie 1961, Middlesex, Anglia, Regatul Unit) a fost un ciclist de performanță ce a reprezentat Regatul Unit al Marii Britanii și al Irlandei de Nord, medaliat olimpic. A participat la o ediție a Jocurilor Olimpice (1920) în care a câștigat o medalie de aur.

## Participări
Lista de mai jos prezintă principalele competiții la care a participat Harry Ryan de-a lungul carierei.
- cyclisme aux Jeux olympiques d'été de 1920 – tandem hommes[*]